# Kredyt obrotowy
Kredyt obrotowy – kredyt bankowy przeznaczony na finansowanie bieżącej działalności przedsiębiorstwa, na przykład pokrycie części kosztów zatrudnienia personelu, kosztów administracyjnych, zakupu drobnego wyposażenia itp. Kredyty obrotowe pozwalają przedsiębiorstwu zapewnić płynność finansową – czyli umożliwiają regulowanie bieżących zobowiązań przy braku gotówki, która jest zamrożona np. w należnościach od dłużników.
Kredyty obrotowe są zwykle udzielane na okres krótszy niż rok, co pozwala je zaklasyfikować do kredytów krótkoterminowych. Jednak udziela się także kredytów obrotowych finansujących działalność eksploatacyjną w okresie dłuższym, np. kredyty na zapasy sezonowe. Kredyty obrotowe mogą być udostępnione zarówno w rachunku bieżącym, jak i w rachunku kredytowym.
Wypłaty kredytów obrotowych zwykle nie mają harmonogramów, lecz są realizowane w ramach dostępnego limitu na życzenie kredytobiorcy. Nie posiadają one również harmonogramów spłat; zwykle bank wymaga, by kredytobiorca spłacił całą kwotę kapitału do daty zapadalności kredytu. Możliwe są także umowy, w których bank wymaga od kredytobiorcy spłaty minimalnej ustalonej kwoty częściej, np. co miesiąc.